# Adolfo Chiti
Adolfo Chiti (Pistoia, 14 gennaio 1905 – Pistoia, 2 ottobre 1989) è stato un allenatore di calcio e calciatore italiano, di ruolo centrocampista.

## Carriera
Esordisce nella stagione 1924-1925 con la Pistoiese in Seconda Divisione (la seconda serie dell'epoca), categoria in cui mette a segno una rete in 5 presenze. Dopo un anno inattività dovuto al servizio militare, riprende a giocare con la squadra arancione nella stagione 1926-1927, disputata in Prima Divisione (secondo livello dell'epoca) con 4 presenze senza reti. In quell'anno vince anche la Coppa Arpinati. A fine anno lascia la squadra per accasarsi alla Fiorenza, squadra di Firenze militante in Seconda Divisione (la terza serie dell'epoca), dove segna 4 reti nelle 19 presenze raccolte nell'arco del campionato; a fine stagione viene tesserato dalla Fiorentina, squadra di Divisione Nazionale che nell'estate 1928 aveva incorporato la Fiorenza e con la cui maglia nella stagione 1928-1929 esordisce in massima serie, disputando la partita casalinga (disputata sul campo neutro di Modena) persa dai toscani per 4-0 contro la Lazio il 1º novembre 1928.
A fine anno la squadra retrocede nel nascente campionato di Serie B, e Chiti si trasferisce al Piombino in Seconda Divisione (da quell'anno quarto livello del calcio italiano) dove realizza 12 gol in 23 partite giocate. In seguito alla buona stagione con i neroazzurri torna alla Pistoiese, squadra della sua città natale, dove gioca 4 partite senza mai segnare in Serie B nella stagione 1930-1931; viene riconfermato anche per la stagione 1931-1932, nella quale gioca altre 4 partite e segna un gol. Nell'estate del 1932 si trasferisce ai toscani del Le Signe; con i gialloblu gioca per una stagione in Prima Divisione, durante cui segna 9 gol in 20 presenze ed al termine della quale fa ritorno alla Pistoiese. Nella stagione 1933-1934 gioca 21 partite in Serie B, rimanendo in squadra anche nella stagione 1934-1935, chiusa con 3 presenze senza reti nella serie cadetta.
Dopo aver lasciato definitivamente la Pistoiese passa al Savoia, dove nella stagione 1935-1936 totalizza 16 presenze senza reti in Serie C. Dopo il declassamento volontario dei campani in Prima Divisione per problemi finanziari cambia ancora squadra trasferendosi al Molfetta in Serie C; Chiti gioca 20 partite senza mai segnare ed i biancorossi arrivano tredicesimi in classifica retrocedendo nel successivo campionato di Prima Divisione, e Chiti per la terza volta in tre anni cambia squadra passando al Cerignola in Prima Divisione. Dopo un'ulteriore stagione nei campionati regionali con la Pro Calcio San Giorgio Fois, squadra di Cagliari, (dove oltre a giocare svolge anche il ruolo di allenatore) nel 1939 si ritira, con un bilancio totale di una presenza in Divisione Nazionale e 41 presenze con un gol in campionati di seconda serie.

## Palmarès

### Giocatore
- Coppa Arpinati: 1

Pistoiese: 1927